# Holger Magel
Holger Herbert Magel (* 3. Mai 1944 in Neuburg an der Donau) ist deutscher Geodät. Er war Chef der Bayerischen Verwaltung für Ländliche Entwicklung und nachfolgend Ordinarius für Bodenordnung und Landentwicklung am Institut für Geodäsie, GIS und Landmanagement der TU München. Hier war er zugleich Gründungsdirektor des ersten internationalen postgradualen Master-Programms „Land Management and Land Tenure in urban and rural areas“ in Deutschland. Seit 2013 gehört er zum Kreis der Emeriti of Excellence in der nunmehrigen Senior Excellence Faculty der TU München.

## Leben
Magel studierte von 1963 bis 1968 Vermessungswesen an der TH München. Nach einer leitenden Tätigkeit im Bereich Ingenieurgeodäsie und Kataster in der Grazer Vermessungskanzlei von Karl Rinner absolvierte er 1971 sein Bayerisches Referendariat mit Großer Staatsprüfung. Bis 1974 war er Leiter von Flurbereinigungsverfahren einschließlich Dorferneuerung, städtebaulicher Umlegung und Bauleitplanung in Ober- und Niederbayern. Von 1975 bis März 1978 war er erster Konservator (Oberingenieur) am neugegründeten Lehrstuhl für Flurbereinigung und ländliche Neuordnung der Technischen Universität München und Organisator der postgradualen Kontaktstudiengänge Ländliche Neuordnung. 1977 wurde er mit einer Arbeit über Planungsfragen in der Flurbereinigung an der TUM zum Dr.-Ing. promoviert.
Von April 1978 bis Ende 1997 war Magel in leitender Funktion an der Abteilung Ländliche Entwicklung der Obersten Flurbereinigungsbehörde im Bayerischen Staatsministerium für Ernährung, Landwirtschaft und Forsten tätig. 1979 wurde er Referatsleiter für Dorferneuerung, Planungsfragen, Landschaftspflege und Öffentlichkeitsarbeit, 1993 zusätzlich Personalchef und 1995 Abteilungsleiter sowie zugleich Chef der Bayerischen Verwaltung für Ländliche Entwicklung. Daneben war er von 1978 bis 1980 der erste Geschäftsführer der neu gegründeten Bund-Länder-Arbeitsgemeinschaft Flurbereinigung (heute Arge Nachhaltige Landentwicklung) sowie von 1987 bis 1990 stellvertretender Büroleiter von Staatssekretär Hans Maurer.
Nach langjähriger Tätigkeit als Dozent an der Universität der Bundeswehr München unter Elmar Zepf und später an der Technischen Universität München unter Richard Hoisl wurde er 1993 zum Honorarprofessor für Ländliche Neuordnung ernannt. 1998 erhielt er als Nachfolger von Richard Hoisl den Ruf auf den Lehrstuhl für Bodenordnung und Landentwicklung an der Technischen Universität München. Magel wurde 2012 emeritiert. Bis 2015 blieb er aber Direktor des englischsprachigen Masterprogramms „Land Management und Land Tenure“.
Magel engagierte sich in zahlreichen Ehrenämtern, wie beispielsweise als Vize- und Präsident des Weltverbandes Fédération Internationale des Géomètres (1998–2006). 2007 wurde er zum Ehrenpräsidenten der FIG ernannt. Zudem ist er nach 25 Jahren Präsidentschaft seit Mai 2019 Ehrenpräsident der Bayerischen Akademie Ländlicher Raum. Er ist (nun entpflichtetes) Mitglied der Deutschen Geodätischen Kommission bei der Bayerischen Akademie der Wissenschaften.
Neben der jahrzehntelangen Mitgliedschaft im Bayerischen Landesplanungsbeirat war Magel von 2009 bis 2013 Mitglied des Beirats für Raumentwicklung des Bundesministeriums für Verkehr, Bau und Stadtentwicklung sowie von 2014 bis 2018 Mitglied der Enquete-Kommission des Bayerischen Landtags „Gleichwertige Lebensbedingungen in ganz Bayern“. Zentrales Ergebnis der Kommissionsarbeit war das von Magel und Manfred Miosga entwickelte Modell der Räumlichen Gerechtigkeit. Dieser Begriff fand 2021 erstmals Einzug ins bayerische Landesentwicklungsprogramm. Magel ist immer wieder als Sachverständiger zu Expertenanhörungen im Bayerischen Landtag über Fragen des Landesplanungsgesetzes und Landesentwicklungsprogramms, zur Erhaltung der bayerischen Landschaften oder zum Flächensparen eingeladen.
Magel wohnt in München.

## Wirken
Magel wurde auf nationaler, europäischer und internationaler Ebene bekannt mit seinem Engagement für die Dorferneuerung und Landentwicklung. 1977 organisierte er das erste bundesdeutsche Seminar zur Dorferneuerung nach Inkrafttreten des Flurbereinigungsgesetzes an der TU München; ab 1981 baute er das bayerische Dorferneuerungsprogramm auf. Ein maßgeblicher Förderer der Dorferneuerung und Stärkung des ländlichen Raumes war der CSU-Fraktionsvorsitzende und spätere Landtagspräsident Alois Glück, mit dem Magel seit Jahrzehnten zusammenarbeitet und u. a. mehrere Bücher herausgab. Von 1984 bis 1995 war Magel Leiter des bundesdeutschen Arbeitskreises Dorferneuerung der ARGE Landentwicklung. Aus dieser Position heraus schrieb er 1991 das erste Buch über Dorferneuerung im wiedervereinigten Deutschland. 1992/1993 war Magel im Auftrag der Generaldirektion Landwirtschaft der Europäischen Kommission zugleich Berater für Ländliche Entwicklung in den fünf neuen deutschen Bundesländern.
Bereits 1982 hatte er zusammen mit Fritz Auweck mit dem Buch Biotopschutz in der Flurbereinigung die Grundlagen für eine eigenständige Landschaftsplanung in der Flurneuordnung gelegt und nachfolgend in der Praxis eingeführt. Durch seine Initiative wurden die drei bayerischen Schulen der Dorferneuerung und Landentwicklung (Thierhaupten, Plankstetten und Klosterlangheim) gegründet sowie 1990 die Bayerischen Tage der Dorfkultur ins Leben gerufen. Magel ist auch Mitbegründer der Arge Ländlicher Raum (Arbeitsgemeinschaft der Akademien Ländlicher Raum in den deutschen Ländern) sowie der Europäischen Arbeitsgemeinschaft Landentwicklung und Dorferneuerung (1988/89). Im Rahmen seines Wirkens als Leiter der (heute) Abteilung Land- und Immobilienmanagement der Deutschen Geodätischen Kommission war er maßgeblich an der Einführung des Begriffs „Land Management“ in die deutsche Bodenordnungswissenschaft beteiligt.
Magel begründete 1999 auch die „Münchner Tage der Bodenordnung und Landentwicklung“ (heute: „Münchner Tage für nachhaltiges Landmanagement“) und den ausrichtenden gleichnamigen Förderkreis. Im deutschen Expojahr 2000 organisierte und leitete er im Auftrag des Bundeslandwirtschaftsministeriums die erste Weltkonferenz Rural 21 in Potsdam.
Das Verdienstkreuz am Bande des Verdienstordens der Bundesrepublik Deutschland wurde Holger Magel 2002 für seinen beispielhaften Einsatz für den Ländlichen Raum, insbesondere für Landentwicklung und Dorferneuerung verliehen. Weitere hohe Ehrungen, darunter die Bayerische Verfassungsmedaille in Silber 2006, der Bayerische Verdienstorden 2007, die Staatsmedaille in Gold 2009 und das Bundesverdienstkreuz 1. Klasse 2013 folgten. Aufgrund seines außerordentlichen Engagements in Österreich wurde ihm 1988 als erstem Ausländer der Hans-Kudlich-Preis verliehen.
Magel hat zahlreiche wissenschaftliche Forschungsarbeiten und Veröffentlichungen (über 400) publiziert. Er war u. a. Schriftleiter der Zeitschrift für Vermessungswesen (ZfV; 1976 und 1985–1994) und der Berichte aus der Flurbereinigung (später Berichte aus der Ländlichen Entwicklung), Mitherausgeber der Zeitschrift für Kulturtechnik und Flurbereinigung (nachfolgend Kulturtechnik und Landentwicklung) sowie Herausgeber der von ihm 1976 gegründeten Materialiensammlung des Lehrstuhls für Bodenordnung und Landentwicklung der Technischen Universität München.
Er war Gastprofessor in Melbourne 2003 und Krakau 2017.
Seit 1988 ist Magel intensiv in China tätig. Im November 1988 startete er in der bayerischen Partnerprovinz Shandong das sino-bayerische Pilotprojekt Dorf- und Landentwicklung Nan Zhang Lou. Die Provinzregierung Shandong verlieh ihm im Oktober 2019 in Anerkennung seines jahrzehntelangen Einsatzes den Titel „Ambassador of Friendship of Shandong Province“.
In Kambodscha war Magel, zuletzt als Technischer Berater des Land- und Raumordnungsministers, maßgeblich an der Erarbeitung einer nationalen Raumordnungsstrategie und der „White Paper Land Policy“ beteiligt.

## Auszeichnungen und Ehrungen
- 1976: Staatspreis für vorbildliche Flurbereinigung Thalheim
- 1987: Ehrenmedaille des französischen Conseil d’État
- 1988: Tiroler Adler-Orden in Gold
- 1988: Silbernes Ehrenzeichen des Landes Salzburg
- 1988: Hans-Kudlich-Preis des Ökosozialen Forums Österreich (Österreichische Gesellschaft für Land- und Forstwirtschaft)
- 1991: Silberne Bürgermedaille der Gemeinde Münchsmünster, Landkreis Pfaffenhofen a.d. Ilm
- 1996: Ehrenbürger der slawonischen Gemeinde Vrbje (Kroatien)
- 2000: Denkmalschutzmedaille des Bayerischen Wissenschaftsministeriums
- 2002: Ehrenmitglied im Verein „Schule der Dorf- und Landentwicklung Thierhaupten“ und 2012 (bisher einziger) Träger der Diamantenen Ehrennadel
- 2002: Bundesverdienstkreuz am Bande
- 2002: Medaille „Naturerbe Bayern“ in Gold und in Silber (1996) des Bayerischen Landesjagdverbandes
- 2004: Großer Bayerischer Löwe des Bayerischen Staatsministeriums für Ernährung, Landwirtschaft und Forsten
- 2004: Löwe des Bayerischen Gemeindetages
- 2004: Goldene Ehrennadel der Bayerischen Akademie Ländlicher Raum
- 2006: Soldnermedaille des Bayerischen Staatsministeriums der Finanzen
- 2006: Goldene Ehrennadel des Bundes der Öffentlich bestellten Vermessungsingenieure
- 2006: Senior Advisor des Land Consolidation and Rehabilitation Centers im Ministry of Land and Resources, Peking
- 2006: Bayerische Verfassungsmedaille in Silber
- 2007: Bayerischer Verdienstorden
- 2007: Ehrenmitglied des DVW Bayern
- 2008: Ehrenbürger der Gemeinde Nan Zhang Lou (China)
- 2009: Helmert-Gedenkmünze des DVW – Gesellschaft für Geodäsie, Geoinformation und Landmanagement e.V., Ehrenmitglied und Goldene Ehrennadel des DVW Bund
- 2009: Staatsmedaille in Gold des Bayerischen Staatsministeriums für Ernährung, Landwirtschaft und Forsten
- 2009: Nominee der TUM-Hochschulleitung für den Schelling-Preis der Bayerischen Akademie der Wissenschaften
- 2010: Commander des Royal Order of Sowathara, Kambodscha
- 2010: Goldener Löwe des Bayerischen Landkreistags
- 2011: Silbernes Komturkreuz des Landes Niederösterreich
- 2013: TUM Emeritus of Excellence
- 2013: Bundesverdienstkreuz 1. Klasse
- 2013: Verleihung des Titels „Excellency“ des Königreichs Kambodscha
- 2014: Member of Expert Panel of National Research Center for Rural Planning and Development, Ministry of Housing and Urban-Rural Development of P.R. China[12]
- 2016: Goldene Akademische Jubiläumsmedaille der State University of Land Use Planning, Moskau
- 2019: Verleihung des Titels „Ambassador of Friendship of Shandong Province“
- 2021: Bayerische Staatsmedaille für besondere Verdienste um die Umwelt[13]

## Schriften (Auswahl)
- Biotopschutz in der Flurbereinigung. Beispiele und Anregungen für die Praxis. Bayerisches Staatsministerium für Ernährung, Landwirtschaft und Forsten, München 1982 (zusammen mit Fritz Auweck).
- Was braucht das Dorf der Zukunft? Philosophie oder Geld oder beides? Salzburg 1988 (zusammen mit Alfred Winter).
- Das Bayerische Dorferneuerungsprogramm. Für die Zukunft unserer Dörfer. Kommunalpolitischer Leitfaden der HSS, München 1989 (zusammen mit Josef Attenberger).
- Das Land hat Zukunft. Neue Perspektiven für die ländlichen Räume. Jehle 1990, ISBN 3-7825-0275-2 (Hrsg. zusammen mit Alois Glück).
- Dorferneuerung in Deutschland. Anstöße zur umweltfreundlichen Entwicklung unserer ländlichen Heimat. DG Bank, Neuwied 1991.
- Neue Wege in der Kommunalpolitik. Durch eine neue Bürger- und Sozialkultur zur Aktiven Bürgergesellschaft. Jehle 2000, ISBN 3-7825-0411-9 (Hrsg. zusammen mit Alois Glück)
- Land Management – Die neue Herausforderung an Bodenordnung und Landentwicklung. In: Flächenmanagement und Bodenordnung. 65. Jg. Heft 1, Februar 2003, S. 11–15.
- Neue Netze des Bürgerschaftlichen Engagements. Stärkung der Familien durch ehrenamtliche Initiativen. Jehle 2004, ISBN 3-7825-0470-4 (Hrsg. zusammen mit Alois Glück und Thomas Röbke)
- „It’s all about Land“ oder „Wie internationale Netzwerke die Landfrage angehen“. In: zfv – Zeitschrift für Geodäsie, Geoinformation und Landmanagement, 131. Jg., Nr. 5/2006, ISSN 1618-8950, S. 287–291 (zusammen mit Babette Wehrmann)
- Apropos blühende Landschaften – Eindrücke aus dem Osten Deutschlands. In: DVW Bayern Mitteilungen Heft 3/2010 (Siehe auch Erstveröffentlichung in DVW Bayern Mitteilungsblatt Heft 4/1993 sowie in Schönere Heimat Heft 3/1993).
- Ländliche Entwicklung für die Zukunft Bayerns. Festvortrag bei der 125-Jahr-Feier der Bayerischen Verwaltung für Ländliche Entwicklung, München 2011 (Online).
- Landentwicklung wohin? Reflexionen zu Theorie und Praxis. In: Flächenmanagement und Bodenordnung. 76. Jg. Heft 6, Dezember 2014, S. 248–254.
- Räumliche Gerechtigkeit – Ein Thema für Landentwickler und sonstige Geodäten?! In: zfv – Zeitschrift für Geodäsie, Geoinformation und Landmanagement, 141. Jg., Nr. 6/2016, ISSN 1618-8950, S. 377–383.
- Landlust, Landfrust oder beides? Aktuelle Anmerkungen zu gleichwertigen Lebensbedingungen in Stadt und Land. In zfv – Zeitschrift für Geodäsie, Geoinformation und Landmanagement, 144. Jg., Nr. 3/2019, ISSN 1618-8950, S. 147–156.
- Für das Land! Alois Glück und der ländliche Raum. In: DVW Bayern Mitteilungen Heft 4/2020 S. 295–306; siehe auch samerbergernachrichten.de